# Neela Rasgotra
 Dr. Neela Rasgotra är en fiktiv läkare i den amerikanska TV-serien Cityakuten. Hon är porträtterad av Parminder Nagra från säsong 10 och framåt.
Neela börjar i serien som en student. Hon tar examen men genomgår en identitetskris och tar jobb på en liten butik. Dock inser hon att hon verkligen vill vara en läkare och börjar jobba på sjukhuset igen. Hon får en praktikplats inom kirurgin på County General i säsong 12. Neela gifter sig med Dr. Michael Gallant, som tjänstgör i Irak och dör i säsong 12.